# إيفرغليدز سيتي
ايفرغليدز سيتي (بالإنجليزية: Everglades City)‏ هي مدينة أمريكية تقع في ولاية فلوريدا. تبلغ مساحة هذه المدينة 3.1 (كم²)،ويبلغ عدد سكانها 479 نسمة حسب إحصاء سنة 2010 م 479.تشير إحصاءات سنة 2000م بأن الكثافة السكانية في هذه المدينة تقدر بـ(154.5) نسمة/كم2 